# Meggen
Meggen é uma comuna da Suíça, no Cantão Lucerna, com cerca de 6.326 habitantes. Estende-se por uma área de 13,93 km², de densidade populacional de 454 hab/km². Confina com as seguintes comunas: Adligenswil, Greppen, Horw, Küssnacht am Rigi (SZ), Lucerna (Luzern), Stansstad (NW), Weggis.
A língua oficial nesta comuna é o Alemão.